# Тайгард (Орегон)
Та́йгард (англ. Tigard, МФА: [ˈtaɪɡərd]) — місто (англ. city) в США, в окрузі Вашингтон штату Орегон. Населення — 54 539 осіб (2020).

## Географія
Тайгард розташований за координатами 45°25′25″ пн. ш. 122°46′43″ зх. д. / 45.42361° пн. ш. 122.77861° зх. д. (45.423568, -122.778620). За даними Бюро перепису населення США в 2010 році місто мало площу 30,60 км², з яких 30,59 км² — суходіл та 0,01 км² — водойми. В 2017 році площа становила 32,95 км², з яких 32,94 км² — суходіл та 0,01 км² — водойми.

## Демографія
Згідно з переписом 2010 року, у місті мешкало 48 035 осіб у 19 157 домогосподарствах у складі 12 470 родин. Густота населення становила 1570 осіб/км². Було 20068 помешкань (656/км²).
Расовий склад населення:
| - 79,6 % — білих - 7,2 % — азіатів - 1,8 % — чорних або афроамериканців - 0,9 % — вихідців з тихоокеанських островів - 0,7 % — корінних американців - 5,9 % — осіб інших рас |

До двох чи більше рас належало 4,0 %. Частка іспаномовних становила 12,7 % від усіх жителів.
За віковим діапазоном населення розподілялося таким чином: 24,1 % — особи молодші 18 років, 64,6 % — особи у віці 18—64 років, 11,3 % — особи у віці 65 років та старші. Медіана віку мешканця становила 37,4 року. На 100 осіб жіночої статі у місті припадало 95,9 чоловіків; на 100 жінок у віці від 18 років та старших — 93,0 чоловіків також старших 18 років.
Середній дохід на одне домашнє господарство становив 84 876 доларів США (медіана — 62 048), а середній дохід на одну сім'ю — 94 577 доларів (медіана — 82 639). Медіана доходів становила 57 712 долари для чоловіків та 44 934 долари для жінок. За межею бідності перебувало 11,6 % осіб, у тому числі 15,3 % дітей у віці до 18 років та 4,4 % осіб у віці 65 років та старших.
Цивільне працевлаштоване населення становило 26 394 особи. Основні галузі зайнятості: освіта, охорона здоров'я та соціальна допомога — 20,3 %, науковці, спеціалісти, менеджери — 14,0 %, роздрібна торгівля — 13,8 %, виробництво — 13,8 %.